# Adelândia
Adelândia, amtlich portugiesisch Município de Adelândia, ist eine brasilianische Gemeinde im Bundesstaat Goiás. Sie liegt westsüdwestlich der brasilianischen Hauptstadt Brasília und westnordwestlich der Landeshauptstadt Goiânia. Die Bevölkerung wurde zum 1. Juli 2021 auf 2515 Einwohner geschätzt, die auf einer Fläche von rund 115,4 km² leben und Adelandenser genannt werden.

## Geographische Lage
Goiás liegt in der brasilianischen geostatistischen Großregion Mittelwesten.
Das Territorium von Adelândia grenzt
- im Norden an die Gemeinde Mossâmedes
- im Osten an Anicuns
- im Süden und Osten an São Luís de Montes Belos
- im Nordwesten an Sanclerlândia